# Велика орда
Великата орда (на татарски: Олы Урда) е държава, останала след упадъка на Златната орда и съществувала от средата на 15 век до 1502 г. Териториите ѝ включват ядрото на Златната орда около град Сарай. По време на съществуването си, от Великата орда се отцепват Кримското ханство и Астраханското ханство, които от своя страна са враждебно настроени към Великата орда. Победата на московския княз Иван III над войските на Великата орда при река Угра през 1480 г. бележи края на т.нар. „Монголо-татарско иго“ над Русия.

## Упадък на Златната орда
Златната орда при управлението на Джучи започва да показва признаци на упадък през 14 век чрез периоди на хаос в държавното устройство. Хан Тохтамъш успява да обедини народа в края на 14 век, но нахлуването на Тимур по това време допълнително отслабва ордата. Смъртта на Едигей (последният човек, успял да обедини ордата) през 1419 г. бележи окончателния упадък Златната орда, която се разпокъсва на различни държави (Ногайска орда, Казанско ханство, Касимско ханство). Всяка от тях се провъзгласява за законния наследник на Златната орда. Великата орда е концентрирана около националния център на Златната орда, град Сарай, а територията ѝ се контролира от четири племена. Великата орда първоначално бива наричана просто Ордата, но за останалите държави в региона става все по-важно да се различават една от друга, поради което през 30-те години на 15 век се появяват и първите сведения за „Велика орда“.:с. 13 – 14

## Управление на Кючюк Мухамад и Саид Ахмад I
През 30-те години на 15 век Кючюк Мухамад и Саид Ахмад I управляват съвместно от Сарай. По това време ордата губи контрол над Крим, когато Хаджи I Герай отхвърля сарайската власт през август 1449 г. По този начин Кримското ханство става независимо, макар с цената на вражда с Великата орда.:с. 15 – 16 Кючюк Мухамад изтласква Улуг Мухамад от сърцевината на Златната орда през 1438 г.:с. 300 Чрез властта на Кючюк Мухамад и Саид Ахмад I татарите се опитват да наложат данък върху руските си поданици и ги нападат ежегодишно от 1449 до 1452 г. Тези атаки водят до отговор от Жечпосполита, която се съюзява с кримските татари. Междувременно литовски благородници, недоволни от полското господство в Жечпосполита, правят дарове на Саид Ахмад I, който напада Жечпосполита през 1453 г. През 1455 г. кримските татари отново нападат Сарай, принуждавайки Саид Ахмад I да избяга в Киев. Уви, армията на Анджей Одровонж пристига в Киев и го залавя, а по-късно и го убива в затвора.

## Наследниците на Кючюк Мухамад
През 1459 г. Кючюк Мухамад е наследен от сина си, Махмуд бин Кючюк Брат му, Ахмед Хан бин Кючюк, узурпира престола през 1465 г. След това Махмуд отива в Астрахан, където основава Астраханското ханство. Така се заражда съперничество между двете държави, което приключва когато наследниците на Ахмед превземат астраханската власт през 1502 г.:с. 16 През 1469 г. Ахмед напада и убива узбекския Абулхайр-хан, а през лятото на 1470 г. организира нахлуване в Молдавия, Полша и Литва. Молдовските сили на Стефан Велики побеждават татарите при Липник на 20 август. Към 70-те години на 15 век руските владетели вече са спрели да плащат данък на Сарай, но продължават да поддържат някакви дипломатически отношения с ордата.:с. 70 През 1474 г. и отново през 1476 г. Ахмед настоява Иван III да признае хана като свой господар. След като не получава отговора, който желае, Ахмед организира военна кампания срещу московското княжество през 1480 г. Двете армии се срещат при река Угра. Ахмед преценява условията като неблагоприятни и отстъпва. Това събитие официално слага край на т.нат. „Монголо-татарско иго“ над Русия. На 6 януари 1481 г. Ахмед е убит от хан Ибак от Сибирското ханство.
Кримското ханство, което през 1475 г. става васал на Османската империя, успява да подчини останалите територии от Великата орда. През 1502 г. кримските татари разграбват Сарай и окончателно унищожават Великата орда. След като търси убежище в Литва, последният хан на ордата Шейх Ахмед умира в плен в Каунас малко след 1504 г. Според други сведения, той е пуснат на свобода през 1527 г.